# Instrumentacja głoskowa
Instrumentacja głoskowa – środek stylistyczny polegający na takim doborze słów w tekście, aby poprzez bliskie sąsiedztwo powtarzających się podobnych głosek nadać mu szczególną wartość brzmieniową i semantyczną. W ten sposób powstaje dodatkowa warstwa estetyczna utworu, często podlegająca odrębnej interpretacji.
Istnieje wiele odmian instrumentacji głoskowej: rym, aliteracja, echolalia, glosolalia, harmonia konsonantyczna, harmonia wokaliczna, paronomazja, poliptoton, kalambur, gra słów, onomatopeja, stylizacja brzmieniowa, symbolizm dźwiękowy.
Do poetów często stosujących różne odmiany instrumentacji należą Edgar Allan Poe, Karel Hynek Mácha, Algernon Charles Swinburne, Gerard Manley Hopkins, Rainer Maria Rilke, Wielimir Chlebnikow, Marina Cwietajewa, Vladimír Holan, Mikołaj Sęp-Szarzyński, Julian Tuwim, Bruno Jasieński i Stanisław Barańczak. Dla futurystów i dadaistów warstwa brzmieniowa zyskała pierwszeństwo w konstruowaniu utworu poetyckiego, przeważając nad warstwą znaczeniową.
Znakomitym przykładem zastosowania instrumentacji głoskowej jest zwrotka z poematu Samuela Taylora Coleridge'a The Rime of the Ancient Mariner, z rymami wewnętrznymi blew – flew, first – burst, rymami zewnętrznymi free–sea i licznymi aliteracjami: breeze blew, foam flew, furrow followed free.
The fair breeze blew, the white foam flew,

The furrow followed free;

We were the first that ever burst

Into that silent sea.